# 南留庄镇
南留庄镇，是中华人民共和国河北省张家口蔚县下辖的一个乡镇级行政单位。

## 行政区划
南留庄镇下辖以下地区：
南留庄村、白河东村、白后堡村、白南场村、白宁堡村、白南堡村、小饮马泉村、水东堡村、水西堡村、田家庄村、涧塄村、大饮马泉村、史家堡村、张李堡村、埚郭堡村、埚串堡村、涧岔村、孟家堡村、曹疃村、松树村、滑嘴村、拐里村、东人烟寨村、西人烟寨村、单候村、杜杨庄村、回回墓村和靳家窑村。

## 中国传统村落
- 2012年12月，南留庄村获批第一批中国传统村落。
- 2013年8月，水东堡村、水西堡村获批第二批中国传统村落。